# Catedral del Arcángel Miguel (Mazyr)
La catedral del Espíritu Santo (en bielorruso: Собор во имя Архистратига Михаила) es una catedral ortodoxa bielorrusa que se sitúa en Mazyr, Bielorrusia.

## Historia
En 1615, el rey de Polonia, Segismundo III Vasa, permitió a los bernardinos fundar un monasterio en Mazyr. En 1618, el jefe local Baltazar Stravinsky construyó una iglesia de madera y algunas casas pequeñas para los monjes. En 1645, el coronel retirado Stefan Lozko donó las tierras de los bernardinos frente al castillo de Mazyr y comenzó la construcción del monasterio de piedra. Solo tres años después, en 1648, durante la guerra entre campesinos y cosacos, el monasterio fue destruido. A mediados del siglo XVII, las guerras casi borraron a Mazyr del mapa pero l ciudad fue reconstruida por el rey Juan III Sobieski.
Sin embargo, en la segunda mitad del siglo XVIII fue destruida.En 1745, marszałek Kazimierz Oskierka comenzó la construcción de un nuevo monasterio de piedra de los bernardinos, que debía tener una gran iglesia en su centro.Lo más probable es que la iglesia fuera consagrada en la década de 1760 o 1770. Los oskierks fueron enterrados en la cripta. El monasterio también tenía una biblioteca y una escuela primaria.
En 1832 el monasterio fue cerrado y todos sus edificios fueron entregados a los funcionarios de la región de Mozyr. Después de 1847 fue utilizado como hospital.
Después de las particiones de Polonia, Mozyr perteneció al Imperio ruso. Después del Levantamiento de Enero (1863-1864), casi todos los monasterios católicos y muchas iglesias en las actuales Bielorrusia y Ucrania fueron cerrados, por lo que en 1864, la iglesia franciscana de Mazyr fue transferida a la Iglesia ortodoxa. El conde Mijáil Muraviov-Vilenski donó importantes sumas para la reconstrucción, y el escritor Iván Aksakov lo ayudó a transferir los fondos. La iglesia reconstruida fue consagrada el 5 de septiembre de 1865 por el arzobispo Miguel de Mozyr.
De 1937 a 1941 la catedral se convirtió en una prisión de la NKVD para la región de Polesia. Algunas fuentes afirman que aquí las troikas de la NKVD dictaron más de 2000 sentencias de muerte. Los cadáveres fueron enterrados en el sótano y los huesos cubiertos de cal; durante las investigaciones realizadas en 1993 se descubrieron cráneos con heridas de bala.En 1941 se reabrió la iglesia, en 1952 fue registrada oficialmente por las autoridades soviéticas y reconstruida. En los años 80 el artista Alexander Isachev pintó los frescos de la catedral.
Desde 1992, la iglesia forma parte de la eparquía de Turov y Mazyr y en 2018 se reconstruyeron las fachadas y el tejado de la iglesia.

## Arquitectura
La iglesia es una basílica de tres naves con dos torres, decorada en estilo barroco. 
En la cripta se ha construido un nuevo santuario, dedicado a las víctimas inocentes de las represiones estalinistas (deskulakización, terror de la Cheka y la Gran Purga, conservando los restos de los asesinados y consagrada en 2012.

## Galería

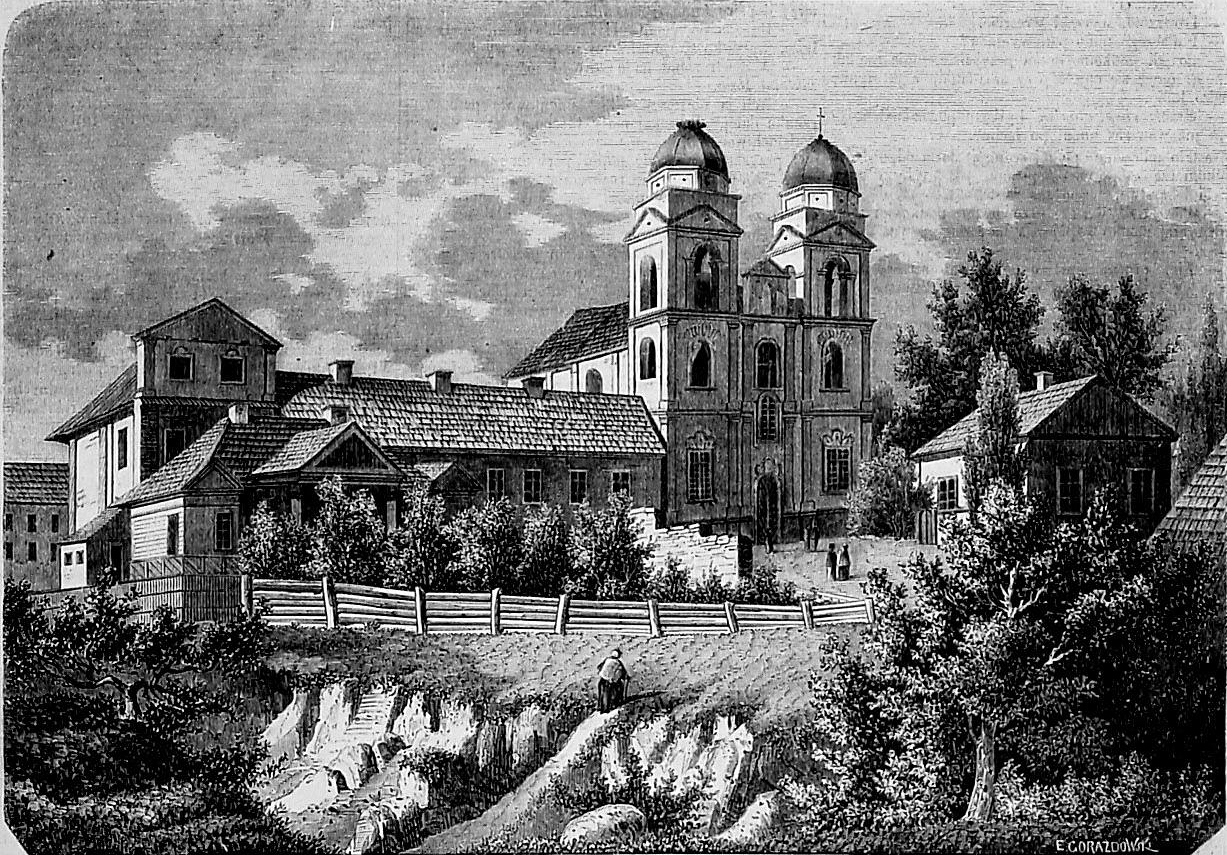
Monasterio bernardino (1865)
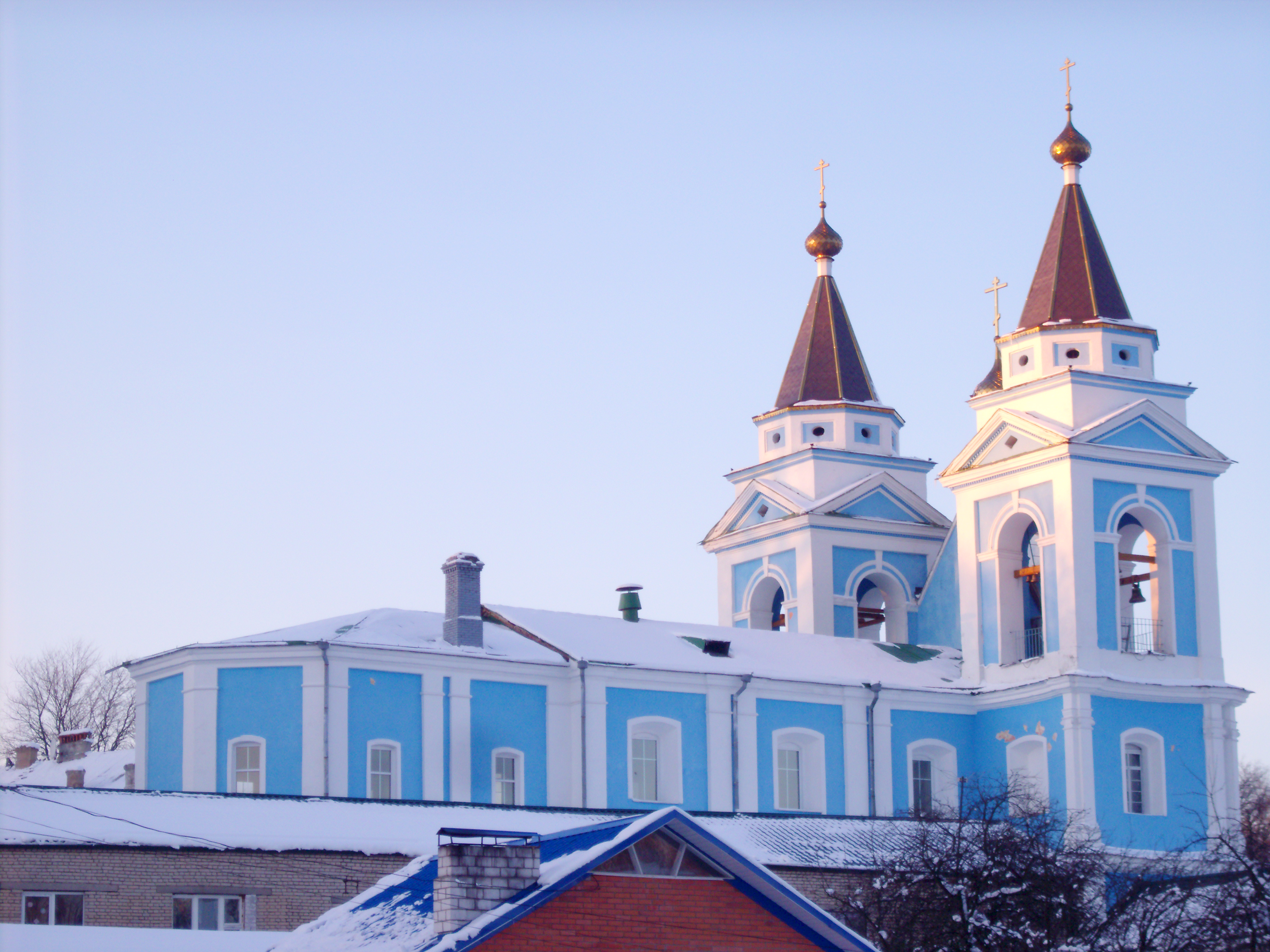
Parte superior del templo
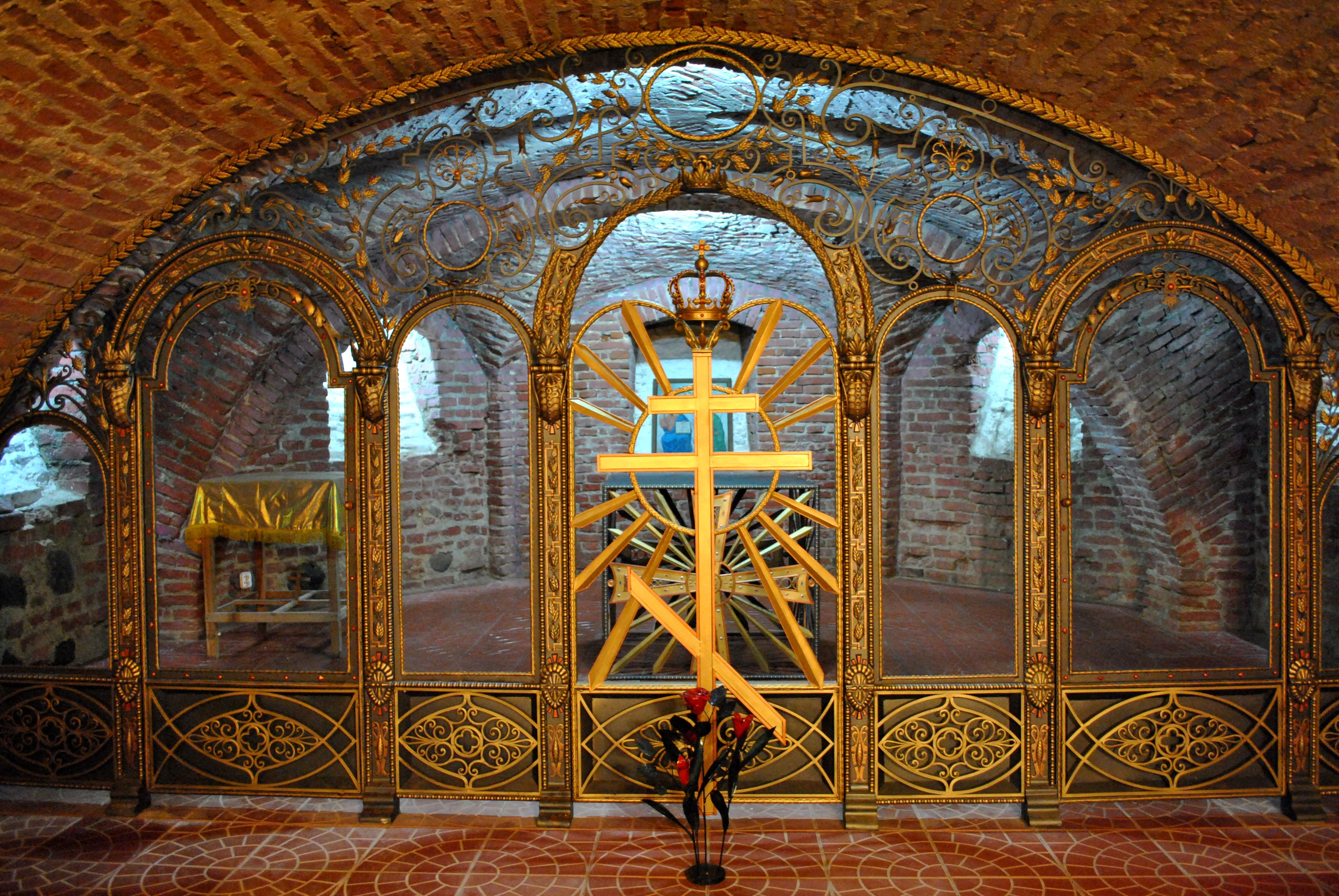
Altar en la cripta
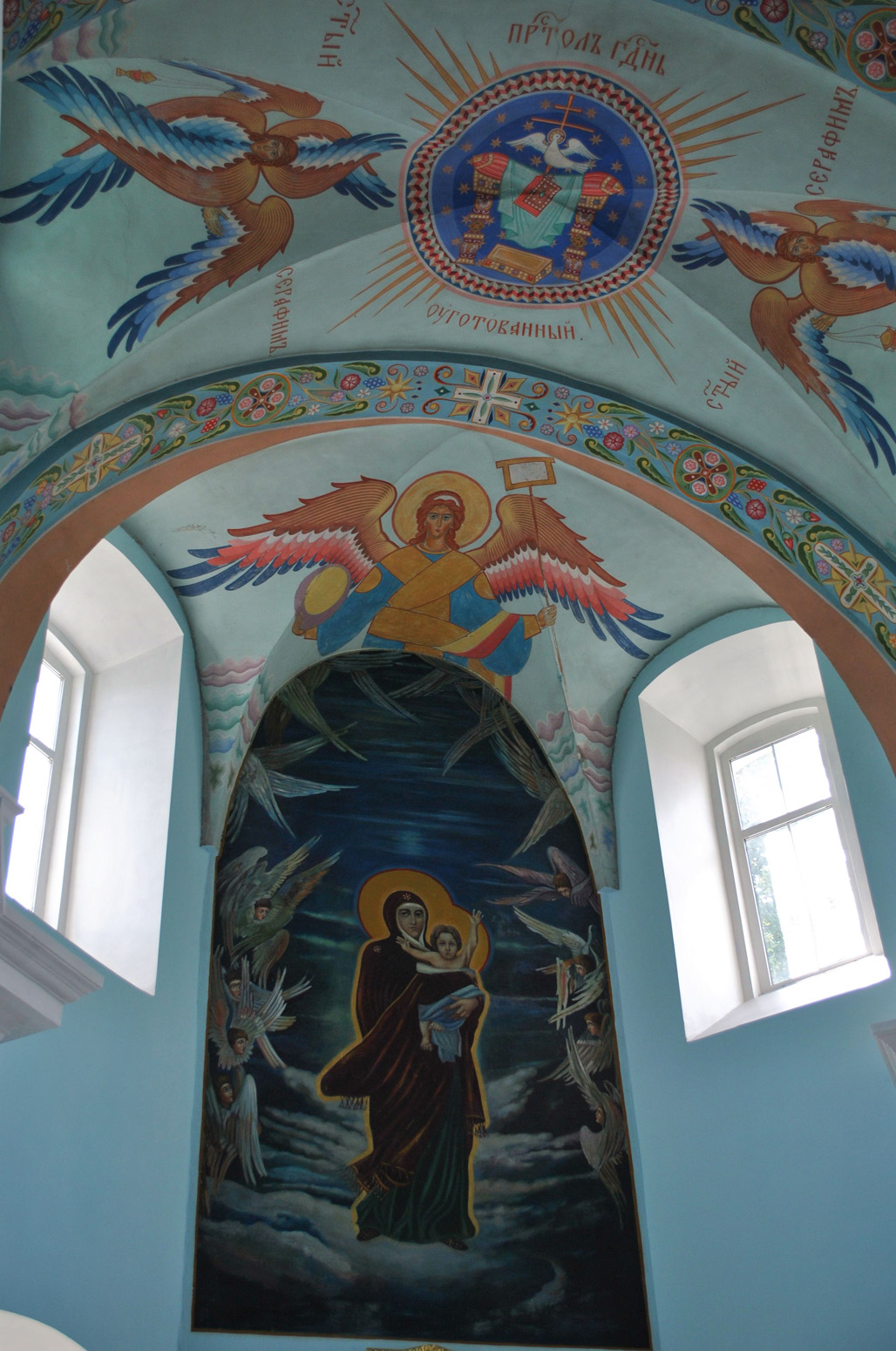
Altar de la iglesia